# Slay Tracks (1933-1969)
Slay Tracks (1933–1969) é o EP de estreia da banda Pavement, lançado em 1989.
A música é influenciada pelo indie e punk rock, de bandas como Swell Maps e The Fall. As faixas do EP iriam aparecer novamente na compilação de 1993, Westing (By Musket & Sextant).
Todas as faixas do disco foram tocadas pela banda ao vivo, com "Box Elder" ser a favorita dos fãs nos concertos.

## Faixas
Todas as faixas por Stephen Malkmus.
1. "You're Killing Me" – 3:20
2. "Box Elder" – 2:26
3. "Maybe Maybe" – 2:14
4. "She Believes" – 3:02
5. "Price Yeah!" – 3:00